# VfB Unterliederbach
Der VfB Unterliederbach ist ein 1912 gegründeter Fußballverein aus dem Frankfurter Stadtteil Unterliederbach. Die erste Mannschaft spielte von 1997 bis 2000 in der höchsten hessischen Amateurspielklasse, der Hessenliga. 

## Geschichte
Der Verein wurde am 7. April 1912 unter dem Namen FC Unterliederbach in der seinerzeit noch eigenständigen Gemeinde – Unterliederbach wurde 1917 zunächst nach Höchst am Main und 1928 schließlich nach Frankfurt eingemeindet – gegründet. Am 11. April 1934 wurde der Verein in VfB Unterliederbach umbenannt.
Die Mannschaft aus dem stark von den benachbarten Höchster Farbwerken geprägten Stadtteil war nach dem Ersten Weltkrieg kurzzeitig in der höchsten Spielklasse vertreten (1921/22 in der Kreisliga Rheinhessen), stieg aber erst in den 1950er Jahren dauerhaft zu einem der führenden Klubs im Frankfurter Westen auf. 1953/54 entschied der VfB das Titelrennen um die Meisterschaft der A-Klasse Main-Taunus gegen die SV Flörsheim für sich und stieg in die 2. Amateurliga Hessen auf, wo man sich bis 1958 halten konnte. Stützen der damaligen Mannschaft waren die „drei Heinz“ – Mittelläufer Heinz Christmann, Verteidiger Heinz Steyer sowie der vom Oberligisten FSV Frankfurt gekommene Spielertrainer Heinz Rückel. Nach dem Abstieg dauerte es allerdings lange bis zur Rückkehr in die Viertklassigkeit, denn nachdem 1965 die Qualifikation für die als neuer Unterbau der Hessenliga eingeführte Gruppenliga verfehlt wurde, stürzte der VfB Unterliederbach sogar bis in die B-Klasse ab. 
Nicht zuletzt dank einer konsequenten Jugendarbeit unter dem Vereinsvorsitzenden Ludwig Treiber, aus der in späteren Jahren unter anderem die Eintracht-Profis Jürgen Kalb und Harald Krämer hervorgingen, gelang der ersten Mannschaft 1968 die Rückkehr in die Bezirksklasse, wo die Unterliederbacher zur bis dahin erfolgreichsten Phase der Vereinsgeschichte ansetzten. Mit 101 Toren gewann man bereits 1968/69 die Bezirksmeisterschaft und schaffte damit den Aufstieg in die Gruppenliga. Dort wäre im Aufstiegsjahr beinahe erneut ein „Durchmarsch“ gelungen, denn am Saisonende 1969/70 belegte der VfB den 4. Rang. In den beiden darauf folgenden Spielzeiten mischte man zwar erneut im oberen Drittel der Gruppenliga mit, der Sprung in die Hessenliga gelang mit Platz drei bzw. sechs jedoch nicht. 1974 stiegen die Blau-Weißen schließlich wieder aus der Viertklassigkeit ab und bewegten sich mit einer Ausnahme (1978/79) bis Ende der 1980er Jahre auf Bezirks- und Kreisebene.
Einen neuen Anlauf in die höheren Spielklassen nahm der VfB Unterliederbach, als die Mannschaft 1989/90 in die Landesliga Hessen aufstieg und sich anschließend in der Spitzengruppe etablierte. Unter dem zur Spielzeit 1995/96 neu gekommenen Trainer Rainer Dörr verpassten die Blau-Weißen den Aufstieg zunächst knapp, nachdem man im Spitzenspiel dem RSV Würges mit 1:2 unterlegen gewesen war, in der Folgesaison gelang aber schließlich nach nur zwei Niederlagen der lang ersehnte Aufstieg ins hessische Oberhaus. Dort feierte man kurz nach Beginn der Runde 1997/98 mit einem 4:2-Erfolg über den bis dahin ungeschlagenen Meisterschaftsanwärter FSV Frankfurt den ersten sportlichen Höhepunkt an der Hans-Böckler-Straße und erreichte mit dem 10. Platz am Saisonende ein respektables Ergebnis. Doch der VfB war in der höchsten Amateurspielklasse wirtschaftlich an seine Grenzen geraten, mit einem Zuschauerschnitt von nur 375 zahlenden Besuchern im Aufstiegsjahr, der in den beiden darauf folgenden Spielzeiten auf 296 bzw. 216 sank, waren dem Verein finanziell die Hände gebunden. Trotz des zurückgekehrten Ex-Profis Harald Krämer kämpfte man 1998/99 bis zum letzten Spieltag gegen den Abstieg und im Jahr darauf war die Klasse schließlich nicht mehr zu halten. 
Ab dem Abstieg aus der Hessenliga im Jahr 2000 spielte der VfB Unterliederbach bis Juni 2015 in der Staffel Mitte der Landesliga Hessen (seit 2008: Verbandsliga Hessen). Seit dem Abstieg aus der Verbandsliga Hessen Mitte im Jahr 2015 spielt der VfB Unterliederbach in der Gruppenliga Wiesbaden. Im Jahr 2023 gelang dem VfB die Teilnahme zur Relegation in die Verbandsliga, hier scheiterte man aber durch eine Heimniederlage im Spiel gegen den Verbandsligisten RSV Weyer, in dieser Saison stellte der VfB Unterliederbach auch den Torschützenkönig der Gruppenliga Wiesbaden, Dorian Miric erzielte während der Saison 39 Treffer.

## Trainer
- 2007/2008 Dietmar Rompel
- 2008 bis 2011 Jürgen Menger
- 2011/2012 Chakir Charaf
- 07/2012 bis 11/2013 Andreas Pfaff
- 11/2013 bis 12/2014 Andreas Schuldt
- 01/2015 bis 06/2015 Christian Kreil
- 07/2015 bis 06/2016 Michael Drogi
- 07/2016 bis 12/2016 Goran Dadic
- 01/2017 bis 05/2018 Michael Drogi
- seit Juni 2018 Ralf Horst
- seit März 2020 Thomas Gräf
- seit April 2021 Aki Pakos